# Craugastor longirostris
Craugastor longirostris is een kikker uit de familie Craugastoridae. De soort werd voor het eerst wetenschappelijk beschreven door George Albert Boulenger in 1898. Oorspronkelijk werd de wetenschappelijke naam Hylodes longirostris gebruikt. De soortaanduiding longirostris betekent vrij vertaald 'lange snuit'.
De soort komt voor in delen van Midden-Amerika en leeft in de landen Ecuador tot oost Panama tot west Colombia.